# Brussel (televisieserie)
Brussel (in het Frans: Bruxelles) is een Nederlandse televisieserie uit 2017 ontwikkeld door Leon de Winter voor de streamingdienst KPN Presenteert. Johanna ter Steege speelt in de hoofdrol als lobbyiste en later eurocommissaris Moniek van Dalen. Het eerste seizoen telt tien afleveringen.

## Verhaal (beknopt)
Moniek van Dalen is een voormalige minister en is werkzaam als lobbyiste voor Transoil Company. Transoil wil een oliepijpleiding aanleggen van Tsjetsjenië via de Zwarte Zee, Roemenië, Hongarije en Tsjechië naar Duitsland. Om deze oliepijpleiding te mogen aanleggen heeft Van Dalen de goedkeuring nodig van de Europese Commissie. Van Dalen onderhandelt met de Nederlandse eurocommissaris Pieter Jongma en de voorzitter van de Europese Commissie Jean Marie Debeukelaer. Beiden zijn bekenden van haar vanuit haar periode als minister. Van Dalen verliest de deal aan haar vroegere minnaar Viktor Petrenko, een Russische oliemiljardair die rijk is geworden na de ineenstorting van de Sovjet-Unie. Eurocommissaris Jongma blijkt door Petrenko te worden gechanteerd met zijn buitenechtelijke verhouding met een Kroatische prostituee. Van Dalen ontdekt dat Jongma een verhouding heeft en begint hem ook te chanteren om de deal met Petrenko terug te draaien. Petrenko en Van Dalen komen recht tegenover elkaar te staan. Oude herinneringen spelen hierbij een belangrijke rol. De verhoudingen worden extra gecompliceerd vanwege hun gezamenlijke dochter Nadja. 

## Rolverdeling

### Hoofdrollen
| Acteur             | Personage              | Periode | Opmerkingen                                                |
| ------------------ | ---------------------- | ------- | ---------------------------------------------------------- |
| Johanna ter Steege | Moniek van Dalen       | 2017-   | Voormalige politica en lobbyiste                           |
| Aleksandr Lazarev  | Viktor Petrenko        | 2017-   | Russische oliemiljardair                                   |
| Carolien Spoor     | Nadja de Geer          | 2017-   | Dochter van Moniek en Viktor                               |
| Herbert Flack      | Jean Marie Debeukelaer | 2017-   | Voorzitter van de Europese Commissie                       |
| Ger Thijs          | Pieter Jongma          | 2017-   | Europees Commissaris voor Uitbreiding                      |
| Steef de Bot       | Pjotr Brinski          | 2017-   | Journalist voor de Eurostandaard en de verloofde van Nadja |
| Daniël Boissevain  | Mohammed de Vries      | 2017-   | Majoor en werkzaam bij de NAVO                             |

### Bijrollen
| Acteur              | Personage        | Opmerkingen                                                                       |
| ------------------- | ---------------- | --------------------------------------------------------------------------------- |
| Aus Greidanus       | Chris de Geer    | Ex-man van Moniek en de wettelijke vader van Nadja                                |
| Hans Dagelet        | Gaston           | Zwerver                                                                           |
| Nanette Drazic      | Anica            | Kroatische minnares van Pieter Jongma                                             |
| Poal Cairo          | Andy             | Chauffeur van Moniek van Dalen                                                    |
| Alexander Woudt     | Igor             | Bodyguard/PA van Viktor Petrenko                                                  |
| Truus te Selle      | Carla Jongma     | Echtgenote van Pieter en directrice van een ontwikkelingsfonds                    |
| Tobias Kersloot     | Mark de Vries    | Geradicaliseerde zoon van Mohammed                                                |
| Elisa Beuger        | Laura de Vries   | Echtgenote van Mohammed en moeder van Mark                                        |
| Rik Launspach       | Derk de Man      | Lid van het Europees Parlement namens de Partij van de Europese Sociaaldemocraten |
| Aleksey Ovsyannikov | Dimitri Petrenko | Zoon van Viktor en halfbroer van Nadja                                            |
| Serge Falck         | Frantisek Kral   | Europees Commissaris voor Energie                                                 |
| Julia Ghysels       | Annemie Thijs    | Medewerker van de Belgische inlichtingendienst                                    |
| Hugo Haenen         | Dr. Koen Verweij | Behandelend arts van Nadja van Geer (2006)                                        |

## Afleveringen
| Nr. | Titel                     | Regie         | Script         | Datum           |
| --- | ------------------------- | ------------- | -------------- | --------------- |
| 1   | Er is hoop                | Arno Dierickx | Leon de Winter | 20 januari 2017 |
| 2   | Sentimental Reasons       | Arno Dierickx | Leon de Winter | 20 januari 2017 |
| 3   | De wereld gaat veranderen | Arno Dierickx | Leon de Winter | 20 januari 2017 |
| 4   | Idealisme                 | Arno Dierickx | Leon de Winter | 20 januari 2017 |
| 5   | Sexident                  | Arno Dierickx | Leon de Winter | 20 januari 2017 |
| 6   | Van Gzatsk naar Smolensk  | Arno Dierickx | Leon de Winter | 20 januari 2017 |
| 7   | De golven                 | Arno Dierickx | Leon de Winter | 20 januari 2017 |
| 8   | Olie of Gas               | Arno Dierickx | Leon de Winter | 20 januari 2017 |
| 9   | Dimitris Land             | Arno Dierickx | Leon de Winter | 20 januari 2017 |
| 10  | Ne me quitte pas          | Arno Dierickx | Leon de Winter | 20 januari 2017 |